# Walthall megye
Walthall megye az Amerikai Egyesült Államokban, azon belül Mississippi államban található. Megyeszékhelye és legnagyobb városa Tylertown. Lakosainak száma 13 884 fő (2020. április 1.). Walthall megye Lawrence, Marion, Washington, Pike és Lincoln megyékkel határos.

## Népesség
A megye népességének változása:
| Lakosok száma | 15 402 | 15 386 | 15 103 | 14 931 | 14 638 | 13 884 |
|               | 2010   | 2011   | 2012   | 2013   | 2015   | 2020   |